# Festival international des théâtres pour enfants de Banja Luka
Le Festival international des théâtres pour enfants de Banja Luka (en serbe cyrillique : Међународни фестивал позоришта за дјецу Бања Лука ; en serbe latin : Međunarodni festival pozorišta za djecu Banja Luka) est un festival de théâtre qui se déroule à Banja Luka, la capitale de la république serbe de Bosnie, en Bosnie-Herzégovine. Il a été créé en 2002 et est organisé par le Théâtre pour enfants de la République serbe.
Le Festival propose des spectacles de marionnettes.

## Prix
Plusieurs prix sont distribués à l'issue du festival : le grand prix (pour le meilleur spectacle), prix de la meilleure mise en scène, le prix de la meilleure scénographie, 7 prix pour les acteurs et le prix du jury d'enfants.

## 2002
En 2002, les théâtres suivants ont participé au festival :
- Théâtre pour les enfants et pour la jeunesse de Skopje, Macédoine
- Koko et Roko, Sofia, Bulgarie
- Théâtre de la jeunesse, Novi Sad, Serbie
- Théâtre de marionnettes de Mostar, Bosnie-Herzégovine
- Théâtre de marionnettes de Niš, Serbie
- Panalal's Puppets, Genève, Suisse
- Théâtre Boško Buha de Belgrade, Serbie
- Mini Teater de Ljubljana, Slovénie
- Théâtre national de marionnettes de Bratislava, Slovaquie
- Atelier 313, Sofia, Bulgaria
- Theater im Marienbad, Fribourg-en-Brisgau, Allemagne
- Maskaras Theatre, Budapest, Hongrie

## 2009
Le Festival 2009 s'est déroulé du 10 au 15 octobre. Les théâtres suivants ont participé à la manifestation :
- Théâtre pour enfants de la République serbe, Banja Luka, Bosnie-Herzégovine
- Théâtre de papier, Nuremberg, Allemagne
- The Dream Theatre, Zikhron Yaakov, Israël
- Mini Teater, Ljubljana, Slovénie
- Théâtre de marionnettes de Samara, Russie
- Théâtre de marionnettes de Mostar, Bosnie-Herzégovine
- The Puppet Theatre There, Far Away, Berlin, Allemagne
- Théâtre Puzzle, Montréal, Canada
- Thalias Kompagnons, Nuremberg, Allemagne
- Théâtre de la jeunesse de Novi Sad, Serbie
- Théâtre de marionnettes de Berlin, Allemagne
- Théâtre de marionnettes Gulliver de Varsovie, Pologne
- Théâtre de marionnettes de Split, Croatie
- The “Snail” Theatre, Belgrade, Serbie